# Paul Brush
Paul Brush (Plaistow, 22 febbraio 1958) è un allenatore di calcio ed ex calciatore inglese, di ruolo difensore.

## Carriera

### Giocatore
Ha giocato complessivamente 151 partite tra prima e seconda divisione inglese con la maglia del West Ham Utd, club con cui ha anche vinto la FA Cup 1979-1980; successivamente ha giocato anche con Crystal Palace e Southend Utd, oltre che con i semiprofessionisti di Enfield ed Heybridge Swifts.
In carriera ha totalizzato complessivamente 274 presenze e 5 reti nei campionati della Football League.

### Allenatore
Dal 1994 al 2001 ha allenato nelle giovanili dei londinesi del Leyton Orient, di cui dal 2001 al 2003 è poi stato allenatore della prima squadra, in quarta divisione; dal 2003 al 2010 ha lavorato come vice in varie categorie (seconda, terza e quarta divisione, a seconda delle stagioni) con il Southend United, mentre nella stagione 2010-2011 ha ricoperto un ruolo analogo al Lincoln City. Dal 2012 al 2021 ha allenato nelle giovanili del Tottenham.

## Palmarès

### Giocatore

#### Competizioni nazionali
- Coppa d'Inghilterra: 1

West Ham: 1979-1980